# 宇田川升鶴
宇田川 升鶴（うたがわ ますつる、生没年不詳）とは、江戸時代の大坂の浮世絵師。

## 来歴
歌川国鶴または歌川貞升の門人かといわれる。大坂の人。宇田川升鶴と称して嘉永5年（1852年）に役者絵を残している。

## 作品
- 「大当狂言尽　中村歌右衛門」　大判錦絵　池田文庫所蔵　※嘉永5年正月。四代目中村歌右衛門が演じた役を相撲番付になぞらえて描いた見立絵。